# قلعه کلاته محمد خان
قلعه کلاته محمد خان مربوط به اوایل دوره قاجار است و در شهرستان نهبندان، کیلومتری روستای شیورو واقع شده و این اثر در تاریخ ۵ آذر ۱۳۸۰ با شمارهٔ ثبت ۴۴۹۱ به‌عنوان یکی از آثار ملی ایران به ثبت رسیده است.